# Gmina Sokobanja
Gmina Sokobanja (serb. Opština Sokobanja / Општина Сокобања) – gmina w Serbii, w okręgu zajeczarskim. W 2018 roku liczyła 14 201 mieszkańca.